# Hausruckviertel
Hausruckviertel (eller Hausruckkreis) er et regionalt område i den østrigske delstat Oberösterreich. Området er opkaldt efter bjergryggen Hausruck, og udgør én af fire historiske inddelinger af Oberösterreich. Den nuværende afgrænsning af Hausruckviertel, der ikke har nogen politisk eller administrativ betydning, følger af den ændrede administrative opdeling af Østrig i det 19. århundrede i distrikter. Mens vestgrænsen af Hausruckviertel er fastlagt af den indtil 1779 bestående grænse til Bayern, er den østlige grænse frem til det 19. århundrede fastlagt af floden Trauns forløb. Mod vest grænser Hausruckviertel til Innviertel, mod nord til Mühlviertel afgrænset af Donau, mod øst til Traunviertel og mod syd til delstaten Salzburg.
Hausruckviertel omfatter følgende distrikter:
- Stadt Wels
- Wels-Land
- Eferding
- Grieskirchen
- Vöcklabruck

Oberösterreich er inddelt i fire historiske regioner, og udover Hausruckviertel er det Traunviertel, Innviertel og Mühlviertel.
48°16′01″N 13°55′56″Ø / 48.2670125°N 13.9323275°Ø